# Rottboellia
Rottboellia es un género de plantas herbáceas perteneciente a la familia de las poáceas. Es originario de las regiones tropicales y subtropicales de Asia y África.

## Etimología
El nombre del género fue otorgado en honor de Christen Friis Rottbøll.

## Especies
Muchas de las especies en esta lista han sido trasladadas a otros géneros:  Chasmopodium, Coelorachis, Elionurus, Eremochloa, Glyphochloa, Hainardia, Hemarthria, Henrardia, Heteropholis, Ischaemum, Lasiurus, Lolium, Loxodera, Manisuris, Mnesithea, Muhlenbergia, Ophiuros, Oropetium, Parapholis, Phacelurus, Pholiurus, Psilurus, Ratzeburgia, Rhytachne, Schizachyrium, Spartina, Stenotaphrum, Thaumastochloa, Urelytrum y Xerochloa.
| - Rottboellia acuminata - Rottboellia adscendens - Rottboellia afraurita - Rottboellia afzelii - Rottboellia agropyroides - Rottboellia altissima - Rottboellia anceps - Rottboellia angolensis - Rottboellia anthephoroides - Rottboellia arabica - Rottboellia articulata - Rottboellia arundinacea - Rottboellia aurita - Rottboellia balansae - Rottboellia barbata - Rottboellia beyreichii - Rottboellia biflora - Rottboellia bovonei - Rottboellia brevis - Rottboellia caespitosa - Rottboellia campestris - Rottboellia cancellata - Rottboellia caudata - Rottboellia ciliaris - Rottboellia ciliata - Rottboellia cilindrica - Rottboellia clarkei - Rottboellia cochinchinensis - Rottboellia coelorachis - Rottboellia complanata - Rottboellia compressa - Rottboellia conchinchinensis - Rottboellia corrugata - Rottboellia corymbosa - Rottboellia cylindrica - Rottboellia cymbachne - Rottboellia denudata - Rottboellia digitata - Rottboellia dimidiata - Rottboellia divergens - Rottboellia diversiflora - Rottboellia elegans - Rottboellia elegantissima - Rottboellia erecta - Rottboellia exaltata - Rottboellia fasciculata - Rottboellia filifolia - Rottboellia filiformis - Rottboellia foliata - Rottboellia foliosa - Rottboellia formosa - Rottboellia foveolata - Rottboellia gabonensis - Rottboellia geminata | - Rottboellia gibbosa - Rottboellia glabra - Rottboellia glabrata - Rottboellia glandulosa - Rottboellia glauca - Rottboellia goalparensis - Rottboellia gracilis - Rottboellia gracillima - Rottboellia granularis - Rottboellia gymnorrhiza - Rottboellia hamiltoni - Rottboellia helferi - Rottboellia heterochroa - Rottboellia hirsuta - Rottboellia hispida - Rottboellia hordeoides - Rottboellia huillensis - Rottboellia impressa - Rottboellia incurva - Rottboellia incurvata - Rottboellia inermis - Rottboellia japonica - Rottboellia kerstingii - Rottboellia khasiana - Rottboellia laevis - Rottboellia laevispica - Rottboellia latifolia - Rottboellia lepidura - Rottboellia loliacea - Rottboellia longiflora - Rottboellia loricata - Rottboellia maitlandii - Rottboellia merguensis - Rottboellia mollicoma - Rottboellia monandra - Rottboellia monostachya - Rottboellia muricata - Rottboellia myurus - Rottboellia nigrescens - Rottboellia ocreata - Rottboellia ophiuroides - Rottboellia paleacea - Rottboellia paniculata - Rottboellia pannonica - Rottboellia papillosa - Rottboellia paradoxa - Rottboellia parodiana - Rottboellia perforata - Rottboellia pilosa - Rottboellia pratensis - Rottboellia protensa - Rottboellia pubescens - Rottboellia pulcherrima - Rottboellia punctata | - Rottboellia purpurascens - Rottboellia quaterna - Rottboellia ramosa - Rottboellia rariflora - Rottboellia repens - Rottboellia rhytachne - Rottboellia robusta - Rottboellia rottboellioides - Rottboellia roxburghiana - Rottboellia rugosa - Rottboellia salina - Rottboellia salsa - Rottboellia salzmanni - Rottboellia salzmannii - Rottboellia sandorii - Rottboellia sanguinea - Rottboellia scorpioides - Rottboellia selloana - Rottboellia setacea - Rottboellia setifolia - Rottboellia setosa - Rottboellia sibirica - Rottboellia spathacea - Rottboellia speciosa - Rottboellia stigmosa - Rottboellia stipoides - Rottboellia stolonifera - Rottboellia striata - Rottboellia stricta - Rottboellia subulata - Rottboellia sulcata - Rottboellia talboti - Rottboellia tessellata - Rottboellia thomaea - Rottboellia thyrsoidea - Rottboellia tongcalingii - Rottboellia tonkinensis - Rottboellia tranchelli - Rottboellia triaristata - Rottboellia trichantha - Rottboellia triflora - Rottboellia tripsacoides - Rottboellia truncata - Rottboellia tuberculosa - Rottboellia uncinata - Rottboellia undulatifolia - Rottboellia uniflora - Rottboellia vaginata - Rottboellia villosa - Rottboellia xerochloa - Rottboellia yellow - Rottboellia zea |